# Feital
Feital is een plaats (freguesia) in de Portugese gemeente Trancoso en telt 80 inwoners (2001).